# Olfa Terras
 (décembre 2020).
Olfa Terras (arabe : ألفة ترّاس), née en 1974 à Menzel Bourguiba, est une mécène, philanthrope et femme politique franco-tunisienne.
Reconnue en Tunisie comme la figure marquante associée à la Fondation Rambourg puis au mouvement Aïch Tounsi, elle est élue députée lors des élections législatives de 2019.

## Biographie

### Formation et carrière professionnelle
Née en 1974 à Menzel Bourguiba, Olfa Terras est la fille de Noureddine Terras, médecin spécialiste en gynécologie obstétrique et ancien président du planning familial tunisien. Olfa Terras grandit à Bizerte auprès de son père, de sa mère d'origine corse, ainsi que de son frère et de ses trois sœurs.
C'est au sein des écoles publiques de cette ville côtière située au nord de la Tunisie qu'elle effectue l'ensemble de ses études primaires et secondaires. Après avoir obtenu son baccalauréat, elle rejoint Tunis pour poursuivre des études universitaires au sein de l'École supérieure de commerce de Tunis. Elle obtient un master et s'installe dans la City de Londres pour se spécialiser dans le domaine des produits dérivés européens. Plus tard, elle complète sa formation supérieure par correspondance en obtenant une licence en droit public à la Sorbonne.
En 2002, elle rencontre le Franco-Canadien Guillaume Rambourg, un gestionnaire du fonds d'investissement britannique Gartmore Group, qui devient son époux en 2003.
En 2011, Olfa Terras quitte Londres avec sa famille et s'installe à Paris. Elle y crée et dirige BetterCan & Co., entreprise spécialisée dans la recherche, la conception et la fabrication d'emballages, bouteilles et canettes. Son mari crée Verrazzano Capital devient propriétaire de sa propre société de gestion.

### Fondation Rambourg pour l'art et la culture
Fin 2011, soutenue par son mari et avec pour objectif de rendre plus efficient son engagement philanthropique, Olfa Terras crée avec ce dernier la Fondation Rambourg pour l'art et la culture. Elle en prend alors les rênes en occupant la présidence et en confiant la direction exécutive à son frère Karim Terras. Elle donne à sa fondation la mission de favoriser l'accès à la culture, à l'art ainsi que de promouvoir l'éducation, le sport et l'artisanat. La fondation se lance dès le départ dans plusieurs projets à travers le monde, intervenant successivement au Maroc, à Gaza, au Yémen, en Syrie, au Liban et en Jordanie.
Début 2012, se sentant concernée par la révolution qui vient d'avoir lieu dans son pays, Olfa Terras se rapproche d'abord du monde des ONG, en devenant ambassadrice de Human Rights Watch en Tunisie, puis choisit de dédier son engagement et celui de sa fondation exclusivement en faveur de son pays natal[source insuffisante]. Elle explique que « la culture est un enjeu fondamental pour promouvoir la Tunisie ». En l'espace de quelques années, la fondation met en place des partenariats public-privé avec l'État tunisien.
En août 2018, Olfa Terras quitte la direction de la fondation en remettant les commandes à Shiran Ben Abderrazak,,. En décembre 2021 Guillaume Rambourg annonce l'arrêt des activités de la fondation en expliquant que cette décision n'est qu'un au revoir.

### MouvementAïch Tounsi
En avril 2018, Olfa Terras se lance avec Selim Ben Hassen, Aïda Doggui et d'autres jeunes Tunisiens dans la création d'un nouveau mouvement baptisé Aïch Tounsi (arabe : عيش تونسي soit « Vis tunisien »). Ils se définissent comme « un groupe de Tunisiens qui pensent que la vie est faite pour être vécue, pas pour être subie ». Écartant toute fatalité en Tunisie, ils déclarent vouloir « challenger le statu quo et montrer qu'un changement vers le meilleur est possible ». S'exprimant en qualité de mécène et membre fondatrice de la nouvelle structure, Olfa Terras déclare en « avoir marre de la situation humiliante que le pays connait et n'avoir pas envie de rester les bras croisés face à cela »,.
Considérant que les partis politiques sont incapables de répondre aux attentes des Tunisiens, Olfa Terras défend l'idée d'une nouvelle génération d'organisations plus aptes à redorer le blason d'une Tunisie jugée fracturée et à rendre espoir aux Tunisiens. En mai 2019, interpellée sur sa manière d'entremêler le caritatif, l'associatif et le politique, Olfa Terras explique avoir opté pour une méthode novatrice qui demande d'avancer pas à pas. Interrogée sur ses intentions politiques, elle rejette l'idée de transformer son association en parti politique ou de se présenter à la prochaine élection présidentielle mais se réserve néanmoins le droit de le faire un jour si elle y voyait un intérêt pour la Tunisie. Admettant la difficulté des gens à comprendre sa démarche, elle reconnaît l'existence en Tunisie d'un grand problème de confiance et demande, « à défaut de confiance, qu'on on lui donne une chance ».
Lors des élections législatives de 2019, elle est élue députée dans la circonscription de Bizerte. Par la suite, elle quitte Aïch Tounsi et rallie le groupe parlementaire La Réforme.

### Nominations, prix et distinctions
Elle est élue en 2016 comme promotrice culturelle de l'année par le journal L'Expert pour « honorer des personnalités hors du commun qui nuancent le monde culturel par leur art ou leur pensée, leur engagement ».
Le 13 août de la même année, à l'occasion de la fête nationale de la femme, Olfa Terras reçoit un trophée des mains du chef du gouvernement Habib Essid. Le jour même, elle est décorée de l'ordre de la République (troisième classe soit officier) par le président de la République Béji Caïd Essebsi pour son engagement en faveur de l'éducation, l'art et la culture,.
En avril 2017, elle est nommée pour les trophées New African Woman dans la catégories « Femme africaine dans les arts et la culture ».
Le 5 mai 2017, au nom de sa fondation, Olfa Terras reçoit le prix du meilleur investisseur de la culture en Tunisie des mains du ministre des Affaires culturelles, Mohamed Zine El Abidine.

### Vie privée
Olfa Terras est mère de cinq enfants.

## Prix Olfa Terras Rambourg pour l'art et la culture
En mai 2016, la Fondation Rambourg pour l'art et la culture et l'association Lumières d'ailleurs créent les prix Olfa Terras Rambourg,, renommé ensuite Prix Fondation Rambourg pour l'art et la culture. L'objectif affiché est de mettre à l'honneur de jeunes talents et de les aider à rayonner en Tunisie et dans le monde. À travers les médias, Olfa Terras rappelle que « la culture n'est pas seulement un bienfait pour l'âme mais aussi une source de richesse économique qu'on oublie trop souvent »[source insuffisante].
Lors de la première édition, les prix incluent chacun une dotation financière d'un montant de 20 000 dinars tunisiens et concernent les domaines des arts plastiques et visuels, de l'écriture, des spectacles vivants, de l'industrie culturelle et numérique et enfin de l'artisanat.